# Renaud Hoffman
Renaud Hoffman (22 maggio 1895 – Contea di Riverside, 19 novembre 1952) è stato un regista, sceneggiatore e produttore cinematografico tedesco naturalizzato statunitense attivo all'epoca del muto e durante i primi anni del cinema sonoro.

## Filmografia

### Regista
- Which Shall It Be? (1924)
- Maud Muller - cortometraggio (1924)
- Legend of Hollywood (1924)
- On the Threshold (1925)
- Private Affairs (1925)
- His Master's Voice (1925)
- The Unknown Soldier (1926)
- A Harp in Hock (1927)
- Stool Pigeon (1928)
- Blaze o' Glory, co-regia di George J. Crone (1929)
- The Climax (1930)

### Produttore
- Which Shall It Be?, regia di Renaud Hoffman (1924)
- One of the Bravest, regia di Frank O'Connor (1925)
- The Overland Limited, regia di Frank O'Neill - supervisore (1925)
- The Shadow on the Wall, regia di B. Reeves Eason - supervisore (1925)
- The Phantom of the Forest, regia di Henry McCarty (1926)
- The Speed Limit, regia di Frank O'Connor - supervisore (1926)
- The Unknown Soldier, regia di Renaud Hoffman (1926)
- The Sign of the Claw, regia di Reeves Eason (1926)
- Racing Blood, regia di Frank Richardson - supervisore (1926)
- The Golden Web, regia di Walter Lang (1926)
- The Block Signal, regia di Frank O'Connor (1926)
- King of the Pack, regia di Frank Richardson (1926)
- The Silent Power, regia di Frank O'Connor - supervisore (1926)
- Money to Burn, regia di Walter Lang - supervisore (1926)

### Sceneggiatore
- Strangers of the Night, regia di Fred Niblo (1923)
- Which Shall It Be?, regia di Renaud Hoffman (1924)
- Blaze o' Glory, regia di George J. Crone e Renaud Hoffman (1929)
- Our Neighbors - The Carters, regia di Ralph Murphy (1939)